# Eleição para o Senado federal por Nova Iorque em 2004
A eleição para o Senado dos Estados Unidos pelo estado americano de Nova Iorque em 2004  aconteceu em 2 de novembro de 2004, juntamente com as eleições para o Senado dos Estados Unidos em outros estados.O senador democrata Chuck Schumer, foi reeleito.

## Candidatos
- Chuck Schumer é o atual senador do estado
- Howard Mills é deputado estadual

## Campanha
O Partido Conservador de Nova York não apoiou o candidato republicano Howard Mills devido ao seu apoio o direito do aborto. Em vez disso, eles apoiaram o oftalmologista Marilyn O'Grady.

## Resultados
| Eleição Geral | Eleição Geral | Eleição Geral   | Eleição Geral | Eleição Geral | Eleição Geral | Eleição Geral |
| Partido       | Partido       | Candidato       | Votos         | %             |               |               |
| ------------- | ------------- | --------------- | ------------- | ------------- | ------------- | ------------- |
|               | Democrata     | Chuck Schumer   | 4.769.824     | 71,16%        |               |               |
|               | Republicano   | Howard Mills    | 1.625.069     | 24,24%        |               |               |
|               | Conservador   | Marilyn O'Grady | 220.960       | 3,29%         |               |               |
|               | Verde         | David M.        | 36.942        | 0,55%         |               |               |
|               |               | Total           | Total         | 6.702.875     | 6.702.875     |               |

Schumer teve a maior votação da história de Nova Iorque.